# Something/Anything?
Something/Anything? är Todd Rundgrens tredje album och gavs ut 1972. Albumet ses ofta som hans bästa, i konkurrens med mer experimentella A Wizard, a True Star från 1973. På merparten av låtarna spelar Rundgren själv alla instrumenten. Dessa inspelningar gjorde han i Los Angeles. Den sista fjärdedelen av albumet spelade han dock in med andra musiker live i studion Record Plant i New York.
"Couldn't I Just Tell You", "I Saw the Light" och "Hello It's Me" släpptes som singlar, med placeringarna 93, 16 respektive 5 på Billboardlistan som följd. "I Saw the Light" blev även en liten singelhit i Storbritannien där den nådde plats 36 på singellistan. Albumet nådde 29:e plats på Billboard 200-listan, vilket förblivit hans bästa albumplacering i USA.
Albumet var en av titlarna i boken 1001 album du måste höra innan du dör. Det fanns också med i magasinet Rolling Stones lista The 500 Greatest Albums of All Time.

## Låtlista
Låtar där inget annat anges är skrivna av Todd Rundgren.

### Skiva ett
1. "I Saw The Light" - 2:56
2. "It Wouldn't Have Made Any Difference" - 3:50
3. "Wolfman Jack" - 2:54
4. "Cold Morning Light" - 3:55
5. "It Takes Two to Tango (This Is for the Girls)" - 2:41
6. "Sweeter Memories" - 3:36
7. "Intro" - 1:11
8. "Breathless" - 3:15
9. "The Night the Carousel Burned Down" - 4:29
10. "Saving Grace" - 4:12
11. "Marlene" - 3:54
12. "Song of the Viking" - 2:35
13. "I Went to the Mirror" - 4:05

### Skiva två
1. "Black Maria" - 5:20
2. "One More Day (No Word)" - 3:43
3. "Couldn't I Just Tell You?" - 3:34
4. "Torch Song" - 2:52
5. "Little Red Lights" - 4:53
6. "Overture-My Roots: Money (That's What I Want)/Messin' With the Kid" (Bradford, Gordy, Rundgren, Strong) - 2:29
7. "Dust in the Wind" (Klingman, Rundgren) – 3:49
8. "Piss Aaron" - 3:26
9. "Hello It's Me" - 4:42
10. "Some Folks Is Even Whiter Than Me" - 3:56
11. "You Left Me Sore" - 3:13
12. "Slut" - 4:03